# Sigurd Müller
Sigurd Hjorth Müller, född den 21 december 1844 nära Thisted, död den 2 december 1918 i Köpenhamn, var en dansk litteratur- och konsthistoriker, son till Ludvig Christian Müller.
Müller tog 1872 magisterkonferensen i estetik och var 1886-1901 rektor vid latinskolan i Kolding. Redan 1867 utgav han en samling Digte och 1874 Tre Fortællinger, 1880 författade han Haandbog i den danske Literatur och 1881 Kortfattet dansk Literaturhistorie (3:e upplagan 1893). År 1883 utkom Kortfattet Kunsthistorie. Följande arbeten var Nyere dansk Kunst (1884), Thorvaldsen (1893), Nordens Billedkunst (1905) och en mängd litteratur- och konsthistoriska tidnings- och tidskriftsartiklar.